# Magic City – Die Kunst der Strasse
Magic City – Die Kunst der Strasse war eine Wanderausstellung zum Thema Urban Art. Gezeigt wurden Werke von mehr als 60 Streetart- und Graffiti-Künstlern aus 20 Nationen. Dazu zählten Martha Cooper, Brad Downey, Tristan Eaton, Ron English, Niels Shoe Meulmann, Icy & Sot, FINO`91, Shepard Fairey, Ganzeer, Loomit, OLEK, Dan Witz und Banksy.
Premiere feierte die Ausstellung am 1. Oktober 2016 im Kultur-Quartier Zeitenströmung in Dresden. Dort verblieb die Ausstellung bis zum 12. März 2017. Anschließend zog sie weiter nach München in die kleine Olympiahalle im Olympiapark und war von 13. April bis 3. September 2017 geöffnet. Zuletzt machte die Ausstellung vom 28. Oktober 2017 bis zum 8. April 2018 in Stockholm Station.
Die Ausstellung war von der Semmel Concerts Exhibitions, einer Tochter der Semmel Concerts Entertainment veranstaltet worden. Kurator war der US-Amerikaner Carlo McCormick.